# Metarranthis indeclinata
Metarranthis indeclinata là một loài bướm đêm trong họ Geometridae.